# にちなん (海洋観測艦)
にちなん（JS Nichinan, AGS-5105）は、海上自衛隊の海洋観測艦。艦名は日南（景勝地）に由来する。建造費は約328億円。

## 来歴
対潜戦のパッシブ戦化に伴って、海上作戦の効率的な遂行には海洋環境資料の収集が求められるようになり、海底地形・底質や潮流・海流、地磁気、水質（水温・塩分など）や海上気象などを相互に関連付けて、精密に測定する必要が生じた。このことから、海上自衛隊では昭和42年度計画で「あかし」を建造、1969年にはその運用部隊として海洋業務隊を新編して、海洋環境情報活動に着手した。その後、昭和50年代にふたみ型（51/58AGS）2隻と「すま」（54AGS）を整備して、4隻体制での海洋観測を実施してきた。
本艦は、このうち、1990年代後半の除籍が予定されていた42AGSの代替艦として計画され、中期防衛力整備計画に基づき、平成8年度計画で建造が認可された。

## 船体

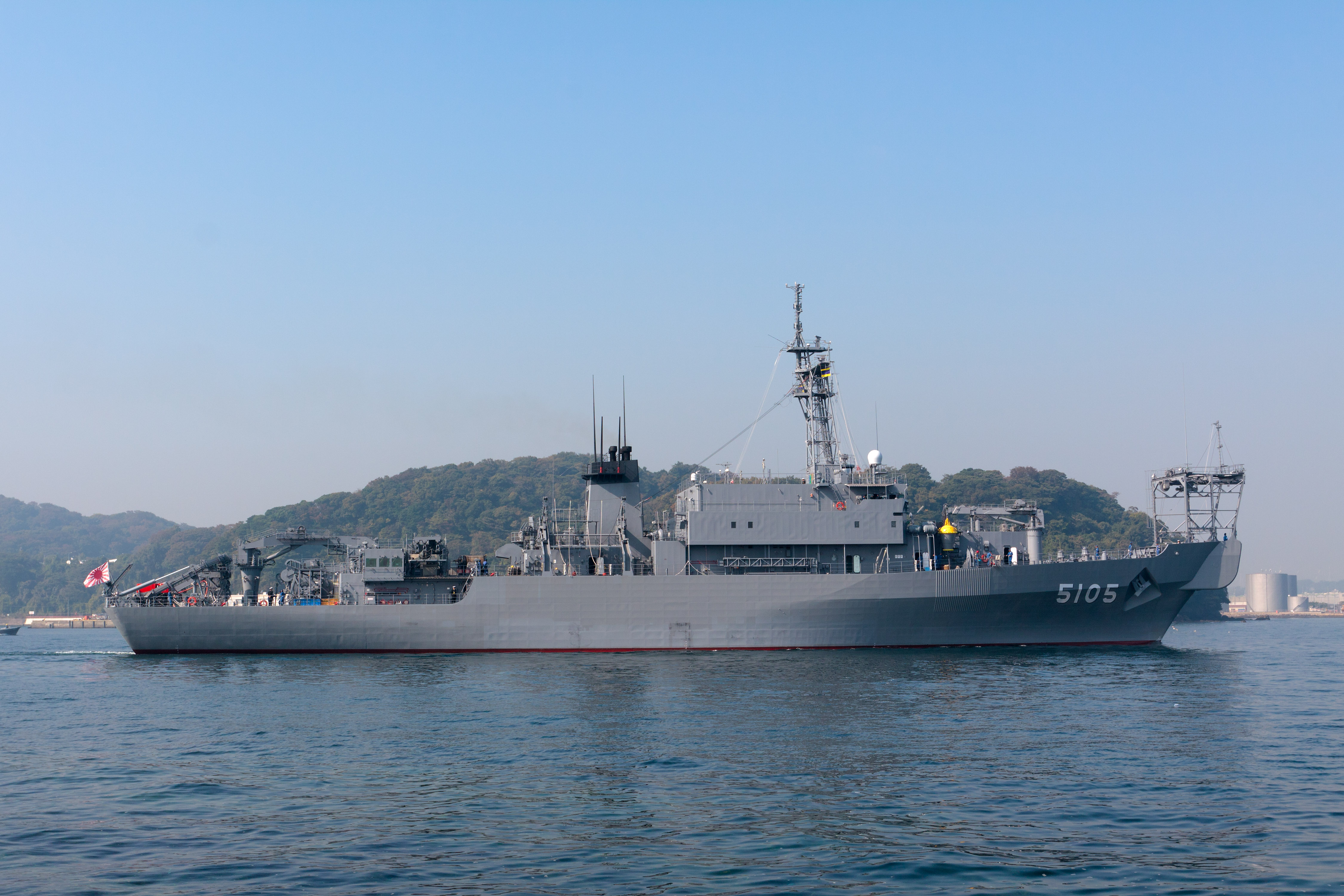
右舷側からの艦影

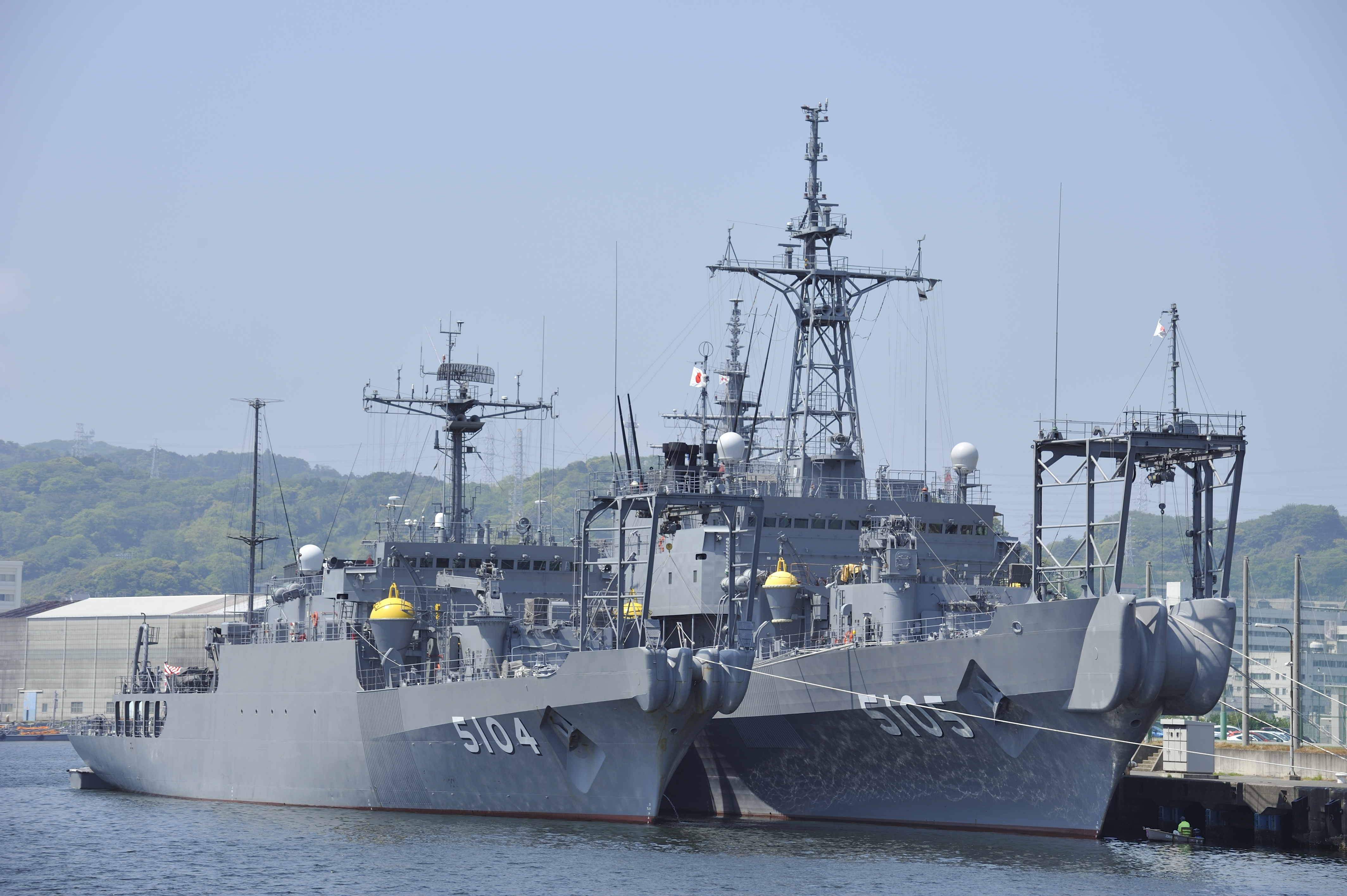
「わかさ」（左）と「にちなん」（右）

設計面では2,000トン型海洋観測艦「わかさ」（58AGS）の性能向上型とされており、船型も同じ長船首楼型とされているが、排水量にして1,000トン以上大型化している。外見上特徴的な艦首のバウ・シーブも同様である。造波抵抗の低減および艦底部の水中音響機器との干渉（気泡による音響障害など）防止のため、艦首部をU型フレーム、艦尾部をV型フレーム形状としたバルバス・バウ付の船型が採用された。なお、バルバス・バウの採用は海洋観測艦としては初めてであった。
観測舷は右舷とされており、各種機器の揚降の便や波浪の影響を考慮して、艦尾甲板を観測作業甲板としている。機器の海中への投入・揚収のため、艦尾にはAフレーム・クレーン、観測作業甲板左舷中部には中折式クレーンを設けているほか、艦首側での作業に備えて、こちらにも02甲板レベルに伸縮式クレーンが設置されている。中折式クレーンをはじめとする観測作業甲板の各種設備の集中監視・遠隔制御のため、01甲板後部には後部管制室が設置されている。また観測作業甲板の直下には機材庫が設けられており、リフトによって連絡している。
減揺装置としては、01甲板中部の両舷にわたって、U字管方式の減揺タンク（ART）が設置されている。護衛艦で標準的なフィンスタビライザーはある程度の行き足がなければ効果がないが、海洋観測艦は任務の性格上から漂泊して観測を行う機会が多いことから、低速時でも効果を発揮できる減揺タンク方式が選ばれたものである。なお、このARTシステムは、自動的に動揺を予測して減揺するスタビロエースというタイプとされている。
なお、女性自衛官の乗組みが考慮されており、女性用居住区として、02甲板の士官室付近に士官寝室（2名分）が、第1甲板中部に科員居住区（8名分）が配置されている。また本艦では、自衛艦として初の試みとして、艦長室のデザインを民間のデザイナーに発注しており、非常に優れたものとなっている。

## 機関
機関区画は、機械室および推進電動機室の2区画に分け、操縦室兼応急指揮所は第2甲板上に設けられている。水中放射雑音低減のため、主機にはディーゼル・エレクトリック方式を採用している。発電機として三菱重工業S16Uディーゼル発電機2基と三菱S8Uディーゼル発電機1基を備えており、推進電動機2基によって可変ピッチ・プロペラを駆動する。なお、これらの発電機は、推進発電機と艦内サービスへの給電を兼務しており、統合電気推進方式となる。
水中放射雑音低減のため、主機関・主発電機は二重防振支持化されているほか、船体部等の補機も従来艦と同様に防振ゴム・防振管継手による防振支持を行い、艦底部の船体外板に制振材が施工されている。可変ピッチ・プロペラも大直径の5翼ハイスキュード・プロペラとし、軸回転数も低回転化されている。軸傾斜を極力抑えるため、推進電動機自体の高さを低く抑えるとともに、可能な限り舷側に配置した。また、風や潮流がある場合の低速時運動性能の向上のため、艦首に2基（推力各9トン）、艦尾に1基（推力12トン）のサイドスラスターを備えている。

## 装備

### 海洋観測装置
一般海洋観測のため、水温記録装置、超音波ドップラー多層流速計、係留式自記流向流速計（AICM-2F）、艦上気象観測装置、マイクロ波式波高計などを装備している。また海中音響観測のため、ブイ吊下式音波伝播測定装置（WQM-10B）、沈底式音波伝播測定装置（EMB）、海底反射損失測定装置（BLMS）などを装備している。音響観測機器の敷設関連装置は艦の前半部にまとめられており、艦首には大型のシーブとガントリークレーンが設けられている。
海洋測量装置としては、艦橋下方の艦底に設置されたシービーム2112型マルチビーム音響測深機をはじめとして、採泥器やプロトン磁力計（磁気共鳴型磁気センサ）等を装備している。
これらの観測データおよび採取標本の処理・分析のため、03甲板レベルの艦橋後方に第1観測室を、また第1甲板後部に第2観測室を設けている。このうち、第1観測室には、収集したデータに時刻・位置などのメタデータを付加したうえで、陸上での後処理が容易なように正確に編集・記録できる観測データ統合処理装置が装備されている。

### 搭載艇
搭載艇としては、11メートル作業艇を煙突両脇の船楼甲板上のダビットに搭載しているが、このうち左舷側の艇は浅海用音響測深装置や曳航式サイドスキャン・ソナーなどを装備した観測作業艇とされている。
またこのほか、ケーブル補修などの海中作業のため、有索式の無人潜水装置（ROV）を備えている。普段は船楼甲板と連続した甲板室上に搭載されており、揚降は艦尾のAフレーム・クレーンによって行われる。アメリカ製で、空中重量約5.5トン、全長約2.9メートル、幅約1.8メートル、高さ約2.4メートルで、作業装置としてはマニピュレータ2基、ウォータージェット掘削装置等を装備している。耐圧深度1,000メートル、作業深度400メートルとされている。

## 艦歴
「にちなん」は、平成8年度計画海洋観測艦5105号艦として、三菱重工業下関造船所で1997年8月7日に起工され、1998年6月11日に進水、1999年3月24日に就役し、海洋業務群に直轄艦として編入され、横須賀に配備された。
2011年3月11日に発生した東北地方太平洋沖地震による東日本大震災に対し、災害派遣のため横須賀から緊急出港する。
2013年11月30日午後2時頃、津軽海峡で無人潜水装置(ROV:Remotely operated vehicle)のケーブルが切れて行方不明となり掃海艦等で9日間捜索したが発見に至らず、海洋データの収集への影響が懸念される事態となった。海自はこの件についての報告を、新聞報道があった2014年1月29日まで怠っており、小野寺五典防衛大臣は対応を批判している。
2015年12月1日、海洋業務群が海洋業務・対潜支援群に改編され、同群隷下に新編された第1海洋観測隊に編入された。
2016年7月20日午前2時45分頃、鹿児島県の奄美大島の東、約30キロ付近を航行中に27歳の男性の海士長が当直交代後に行方がわからなくなった。海士長が海に転落した可能性があるとみて、航空機や船で捜索を行ったが、7月27日午後8時に捜索を打ち切った。

### 歴代艦長
| 代 | 氏名     | 在任期間               | 出身校・期 | 前職                                     | 後職                         | 備考                 |
| -- | -------- | ---------------------- | ---------- | ---------------------------------------- | ---------------------------- | -------------------- |
| 1  | 澤田信夫 | 1999.3.24 - 2001.3.22  | 防大17期   | にちなん艤装員長                         | 海上自衛隊幹部学校研究部員   |                      |
| 2  | 島田喜未 | 2001.3.23 - 2003.7.31  | 防大19期   | むろと副長                               | むろと艦長                   | 2002.7.1 1等海佐昇任 |
| 3  | 渡邉英夫 | 2003.8.1 - 2004.8.1    | 防大21期   | 海洋業務群司令部付                       | 海上訓練指導隊群司令部幕僚   |                      |
| 4  | 高山 健  | 2004.8.2 - 2006.2.9    |            | 海洋業務群司令部幕僚                     |                              |                      |
| 5  | 水野雅樹 | 2006.2.10 - 2007.3.25  |            | 大湊海上訓練指導隊砲雷科長               |                              |                      |
| 6  | 都甲 満  | 2007.3.26 - 2008.7.17  |            | ふたみ艦長                               | 呉海上訓練指導隊             |                      |
| 7  | 高橋政則 | 2008.7.18 - 2009.9.30  |            | 海洋業務群司令部                         | ときわ艦長                   |                      |
| 8  | 本田研一 | 2009.10.1 - 2011.4.4   |            | 海洋業務群司令部                         | 基礎情報支援隊副長           |                      |
| 9  | 吉元知明 | 2011.4.5 - 2013.3.21   | 防大26期   | 海上自衛隊幹部候補生学校主任教官         | 佐世保海上訓練指導隊         |                      |
| 10 | 山口正之 | 2013.3.22 - 2014.3.23  | 防大28期   | 自衛艦隊司令部幕僚                       | 気象資料管理隊長             |                      |
| 11 | 足立 敏  | 2014.3.24 - 2016.2.3   |            | しょうなん艦長                           | 海洋業務・対潜支援群司令部付 |                      |
| 12 | 西村一昌 | 2016.2.4 - 2018.12.9   |            | 海上幕僚監部防衛部運用支援課気象海洋班長 |                              |                      |
| 13 | 松尾 巧  | 2018.12.10 - 2022.3.13 |            | 海上幕僚監部防衛部運用支援課気象海洋班長 | 佐世保海上訓練指導隊         |                      |
| 14 | 久保守幸 | 2022.3.14 -            |            | 海洋業務・対潜支援群司令部               |                              |                      |

## 登場作品
『シン・ウルトラマン』
にせウルトラマンによる横須賀襲撃シーンの中で登場。あきづき型護衛艦「てるづき」、むらさめ型護衛艦「いかづち」、あさぎり型護衛艦「ゆうぎり」とともに横須賀基地に停泊している。